# Potamogeton
Potamogeton este un gen de plante acvatice, iubitoare de apă dulce în care de altfel se și dezvoltă, genul face parte din familia Potamogetonaceae. Cel mai mult este cunoscută sub numele comun de iarbă de lac, deși multe plante care nu au legătură cu acest mediu pot fi numit ierburi de lac, cum ar fi iarba de lac canadiană (Elodea canadensis). Numele genului înseamnă „vecinul râului”, provenind de la cuvintele grecești: Potamós (râu) și geiton (vecin).

## Specii

### Non-hibrid
- P. acutifolius Link ex Roem. & Schult.
- P. alpinus Balb.
- P. amplifolius Tuck.
- P. antaicus Hagstr.
- P. australiensis A.Benn.
- P. berchtoldii Fieber
- P. bicupulatus Fernald
- P. biformis Hagstr.
- P. brasiliensis A.Benn.
- P. chamissoi A.Benn.
- P. cheesemanii A.Benn.
- P. chongyangensis W.X.Wang
- P. clystocarpus Fernald
- P. coloratus Hornem.
- P. compressus L.
- P. confervoides Rchb.
- P. crispus L.
- P. cristatus Regel & Maack, 1861
- P. delavayi A.Benn.
- P. distinctus A. Benn., 1904
- P. diversifolius Raf.
- P. drummondii Benth.
- P. dunicola Tur
- P. epihydrus Raf.
- P. faxonii Morong
- P. ferrugineus Hagstr.
- P. floridanus Small
- P. foliosus Raf.
- P. fontigenus Y.H.Guo, X.Z.Sun & H.Q.Wang
- P. friesii Rupr.
- P. fryeri A.Benn.
- P. gayi A.Benn.
- P. gramineus L.
- P. hagstromii A.Benn.
- P. hillii Morong
- P. hoggarensis Dandy
- P. illinoensis Morong
- P. intortusifolius J.B.He, L.Y.Zhou & H.Q.Wang
- P. iriomotensis Masam.
- P. juzepczukii P.I.Dorof. & Tzvelev
- P. leptanthus Y.D.Chen
- P. linguatus Hagstr.
- P. lucens L.
- P. maackianus A.Benn.
- P. mandschuriensis (A.Benn.) A.Benn.
- P. marianensis Cham. & Schltdl.
- P. montevidensis A.Benn.
- P. nanus Y.D.Chen
- P. natans L.
- P. nodosus Poir.
- P. nomotoensis Kadono & T.Nog.
- P. oakesianus J.W.Robbins
- P. obtusifolius Mert. & W.D.J.Koch
- P. ochreatus Raoul
- P. octandrus Poir.
- P. ogdenii Hellq. & R.L.Hilton
- P. oxyphyllus Miq.
- P. panormitanus Biv., 1838
- P. papuanicus G.Wiegleb
- P. paramoanus R.R.Haynes & Holm-Niels.
- P. parmatus Hagstr.
- P. pedersenii Tur
- P. perfoliatus L.
- P. polygonifolius Pourr.
- P. praelongus Wulfen
- P. pseudopolygonus Hagstr.
- P. pulcher Tuck.
- P. punense A.Galán
- P. pusillus L.
- P. quinquenervius Hagstr.
- P. reniacoensis Sparre
- P. richardii Solms
- P. richardsonii (A.Benn.) Rydb.
- P. robbinsii Oakes
- P. rutilus Wolfg.
- P. sarmaticus Mäemets
- P. schweinfurthii A.Benn.
- P. sclerocarpus K.Schum.
- P. sibiricus A.Benn.
- P. skvortsovii Klinkova
- P. solomonensis G.Wiegleb
- P. spathuliformis (J.W.Robbins) Morong
- P. spirilliformis Hagstr.
- P. spirillus Tuck.
- P. stenostachys K.Schum.
- P. strictifolius A.Benn.
- P. suboblongus Hagstr.
- P. sulcatus A.Benn.
- P. tennesseensis Fernald
- P. tepperi A.Benn.
- P. tricarinatus F.Muell. & A.Benn.
- P. trichoides Cham. & Schltdl.
- P. tubulatus Hagstr.
- P. ulei K.Schum.
- P. uruguayensis A.Benn. & Graebn.
- P. vaseyi J.W.Robbins
- P. wrightii Morong

List source :

### Hibrid
- P. × anguillanus Koidz.
- P. × angustifolius J.Presl
- P. × angustifolius Miki
- P. × argutulus Hagstr.
- P. × attenuatus Hagstr.
- P. × babingtonii A.Benn.
- P. × billupsii Fryer
- P. × cadburyae Dandy & G.Taylor
- P. × cognatus Asch. & Graebn.
- P. × cooperi (Fryer) Fryer
- P. × faurei (A.Benn.) Miki
- P. × fluitans Roth
- P. × franconicus G.Fisch.
- P. × gessnacensis G.Fisch.
- P. × griffithii A.Benn.
- P. × grovesii Dandy & G.Taylor
- P. × haynesii Hellq. & G.E.Crow
- P. × inbaensis Kadono
- P. × kamogawaensis Miki
- P. × kyushuensis Kadono & Wiegleb
- P. × lanceolatifolius (Tiselius) C.D.Preston
- P. × lanceolatus Sm.
- P. × leptocephalus Koidz.
- P. × lintonii Fryer
- P. × malainoides Miki
- P. × mariensis Papch.
- P. × mysticus Morong
- P. × nericius Hagstr.
- P. × nerviger Wolfg.
- P. × nitens Weber
- P. × olivaceus Baagøe ex G.Fisch.
- P. × orientalis Hagstr.
- P. × philippinensis A.Benn.
- P. × prussicus Hagstr.
- P. × pseudofriesii Dandy & G.Taylor
- P. × rectifolius A.Benn.
- P. × salicifolius Wolfg.
- P. × schreberi G.Fisch.
- P. × scoliophyllus Hagstr.
- P. × sparganiifolius Laest. ex Fr.
- P. × spathulatus Schrad. ex W.D.J.Koch & Ziz
- P. × subsessilis Hagstr.
- P. × sudermanicus Hagstr.
- P. × undulatus Wolfg.
- P. × vaginans (Bojer ex A.Benn.) Hagstr.
- P. × varians Morong
- P. × variifolius Thore
- P. × vepsicus A.A.Bobrov & Chemeris

Sursa listei: